# Das Fußball Studio
Das Fußball Studio  (DFS) ist eine Software, mit der Fußballligen verwaltet und ausgewertet werden können.

## Geschichte
Volker Mallmann programmierte das Fußball Studio erstmals 1989.
Damals handelte es sich noch um eine Version für Atari-Computer.
1991 erschien erstmals in einer Zeitschrift ein Bericht über Das Fußball Studio, in dem es als sehr gut bewertet wurde. Damals handelte es sich bei dem Programm allerdings noch nicht um Freeware. Zu dieser Zeit wurde die Software auch von der ARD/ZDF-Videotextzentrale eingesetzt. Die Weiterentwicklung dieses "Urstudios" wurde von Volker Mallmann 1993 eingestellt.
Zehn Jahre später wurde die Entwicklung wieder aufgenommen, die Entwicklung der jetzt verfügbaren Version für Windows-PCs begann. Inzwischen gibt es mehrere Dutzend User, die Datenbanken für das Programm im Internet zum Download anbieten. Außerdem arbeiten mehrere Benutzer im Team an der Weiterentwicklung des Programms.

## Funktionen
Das Programm bietet die Möglichkeit, Spielpläne zu erstellen und Ergebnisse einzugeben. Zudem kann man die Aufstellungen der Mannschaften mit allen Daten erfassen und die Spieler einzeln ansehen und z. B. feststellen, in welchen Spielen der Spieler eingesetzt wurde. Auch Mannschaften können einzeln angesehen werden.
Man kann sowohl eine bereits erstellte Datenbank für das Programm aus dem Internet herunterladen, als auch in Eigenarbeit die Daten einer Liga erfassen.
Das Flaggschiff, die Bundesliga-Datenbank, beinhaltet die vollständigen Daten der Top-Ligen des deutschen Fußballs seit Gründung der Ligen in 1963 bzw. 1974: Die 1. Bundesliga, die 2. Bundesliga sowie Aufstiegsrunden/Relegationsspiele. Ab Saison 2008/09 ist auch die neue 3. Liga enthalten.
Die Bundesliga-Datenbank mit mehr als einer Million Datensätze umfasst:
- mehr als 40.000 Spiele
- mehr als 120.000 Tore
- mehr als 16.000 Spieler, Trainer und Schiedsrichter
- alle Mannschaftsaufstellungen mit Auswechslungen, gelben Karten und Platzverweisen
- Strafstöße, Stadien, Zuschauerzahlen, Torjäger, Serien, Steckbriefe, Tops & Flops, Vergleiche, Rekorde, Meister- und Pokaltitel, Transferdaten
- Tabellen, grafische Auswertungen, Statistiken, Recherchen

Darüber hinaus werden mehr als 200 weitere Datenbanken angeboten. Seien das die deutschen Regionalligen, Oberligen und Verbandsligen wie auch ausländische Ligen von allen Kontinenten.
Dazu Datenbanken mit den wichtigsten Fußballturnieren der Welt wie beispielsweise die Weltmeisterschaften, alle Kontinentalmeisterschaften, die Champions League, der UEFA-Pokal und der DFB-Pokal.
Die Datenbanken können gratis heruntergeladen werden. Sie werden ständig überprüft, aktualisiert und erweitert.

## Technisches
- Lauffähig auf Microsoft Windows 7 / 8 / 10.
- Support durch Anwender und Programmierer im Benutzerforum.
- Datenaktualisierungen erfolgen für einige Datenbanken nach jedem Spieltag per Live-Update.
- Keine Ad-, Spyware oder sonstige Einschränkung durch Nag-Screens.

## Internetpräsenz
Auf der Website findet man verschiedene Ligen aus der ganzen Welt zum Download.
Neben den Datenbanken findet man auch die erforderlichen Wappen von Vereinen sowie Nationalflaggen zum Download.
Im Benutzerforum werden Themen rund um den Fußball diskutiert. Außerdem bekommt man hier kompetenten Support bei Fragen zum Programm.
Die Website wurde im Juli 2006 und nochmals im März 2017 grundlegend überarbeitet.